# Mariä Geburt (Schießen)

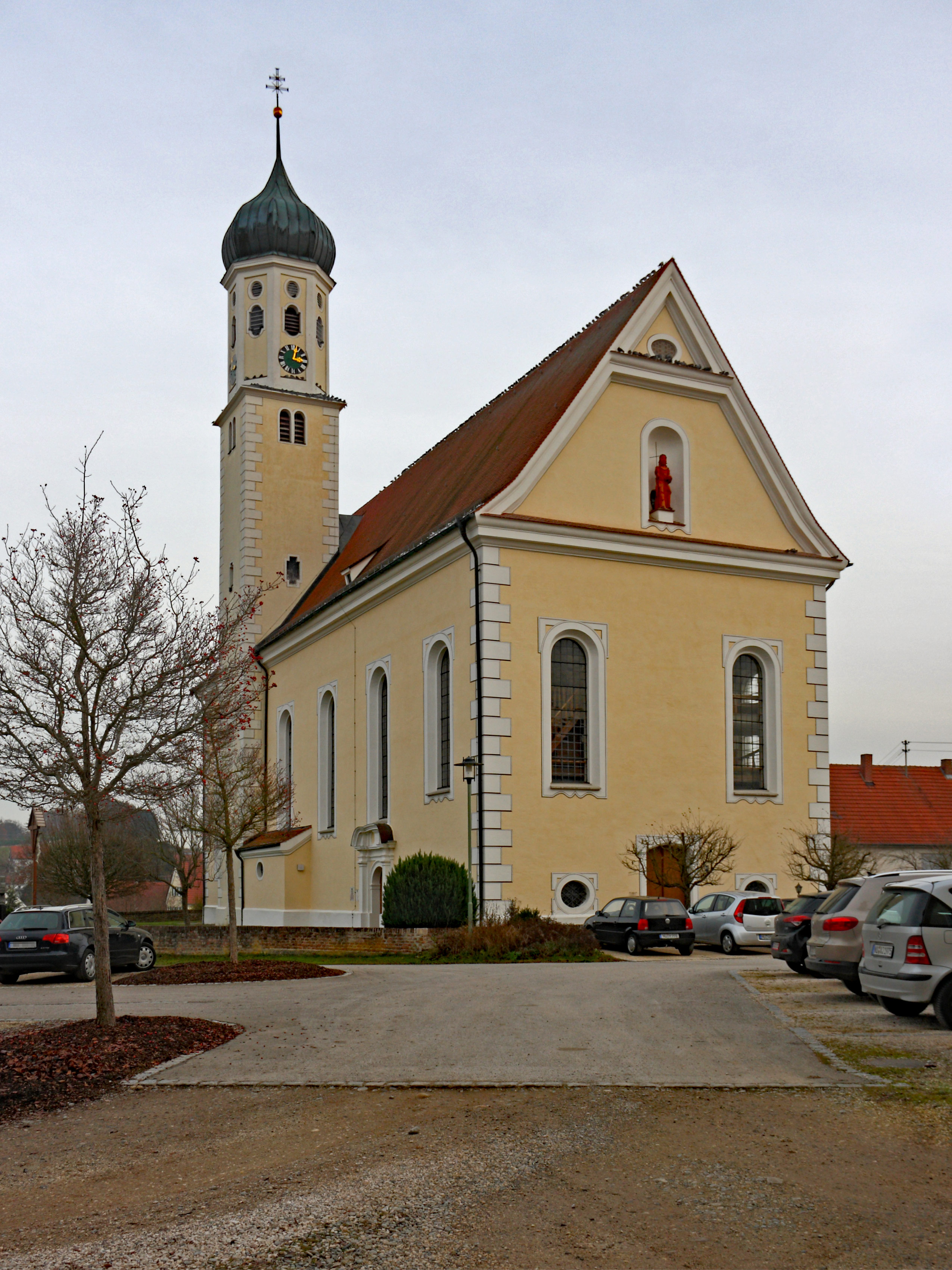
Mariä Geburt in Schießen

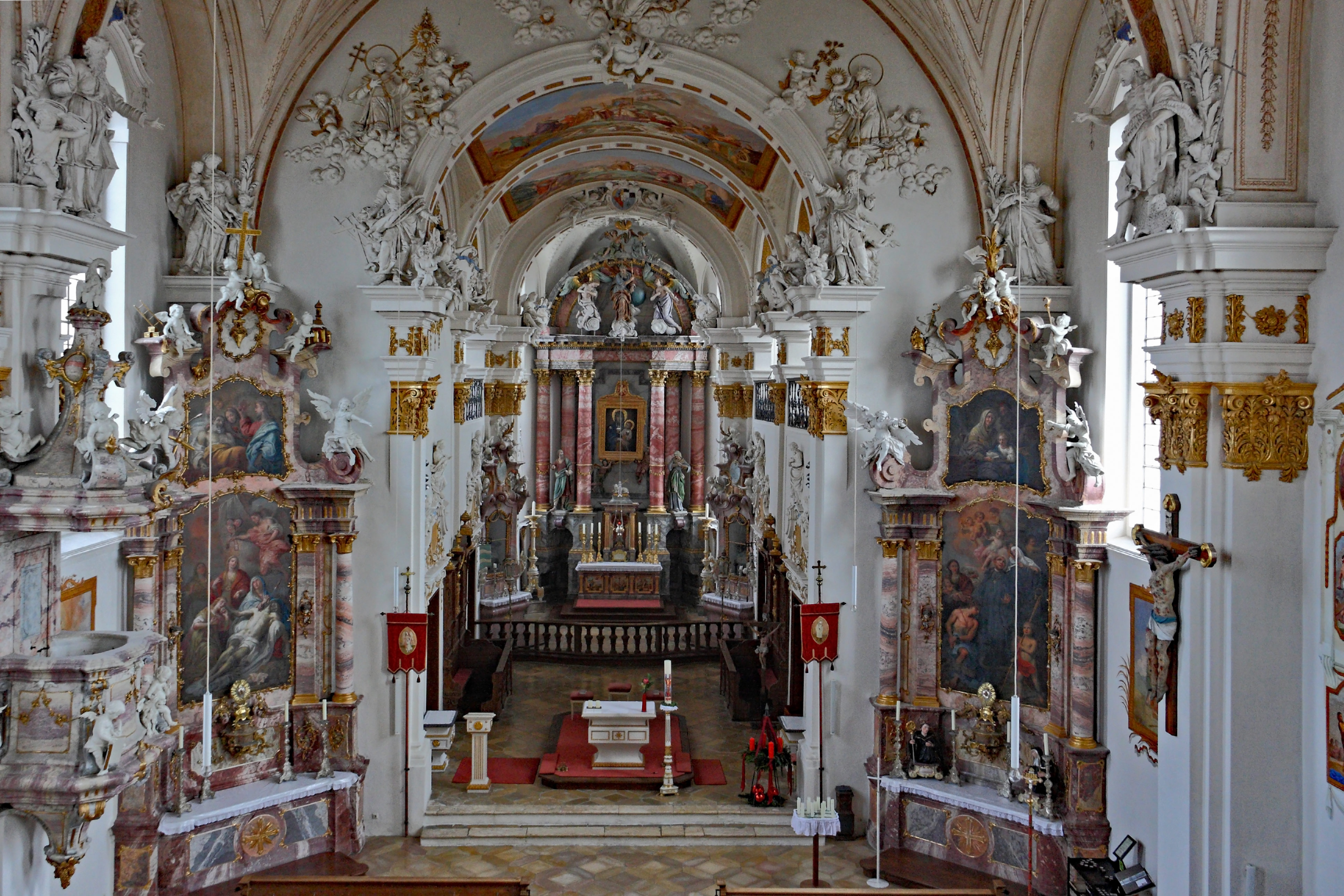
Blick zum Altar

Die römisch-katholische Wallfahrtskirche Mariä Geburt steht in Schießen, einem Gemeindeteil von Roggenburg im schwäbischen Landkreis Neu-Ulm in Bayern. Das Bauwerk ist in der Liste der Baudenkmäler in Roggenburg als Baudenkmal unter der Nr. D-7-75-149-29 eingetragen. Die Kirche gehört zum Dekanat Neu-Ulm des Bistums Augsburg.

## Beschreibung
Die Wandpfeilerkirche wurde im Auftrag des Abts des Klosters Roggenburg 1682–1686 nach einem Entwurf von Valerian Brenner erbaut. Sie besteht aus einem Langhaus, einem Chor und einer angebauten eingezogenen, halbrund geschlossenen Apsis im Osten, und einem Kirchturm, der sich über dem nördlichen Teil des Joches des Langhauses neben dem Chor erhebt. Er wurde mit einem achteckigen Geschoss, das die Turmuhr und den Glockenstuhl beherbergt, aufgestockt und mit einer Zwiebelhaube bedeckt. Der Innenraum des Langhauses ist mit einem Stichkappengewölbe überspannt, der des Chors mit einem Kreuzgratgewölbe. Über dem Chorbogen befindet sich ein Relief, auf dem eine Unbefleckte Empfängnis zu erkennen ist. Die Deckenmalereien hat 1779/80 Konrad Huber ausgeführt. Der 1791 gebaute Hochaltar füllt den Chorschluss aus. Die Altarretabel der Seitenaltäre hat Konrad Huber bemalt. Im Giebel der Fassade im Westen befindet sich in einer Nische eine um 1682 gebaute Statue des Jesus Christus. In der Apsis befindet sich eine Nische mit der Statue der Maria. Die Orgel mit 16 Registern, 2 Manualen und einem Pedal auf der oberen Empore wurde 1796 von Johann Nepomuk Holzhey gebaut.